# Jared Emerson-Johnson

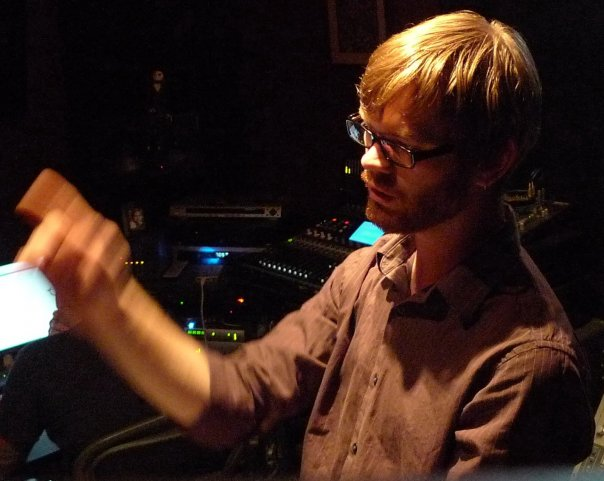
Jared Emerson-Johnson, eine Aufnahme in AudioSFX leitend

Jared Nathaniel Emerson-Johnson (* 13. Oktober 1981 in San Francisco, Kalifornien) ist ein US-amerikanischer Videospielmusikkomponist, Sound Designer, Synchronsprecher und -regisseur. Er ist der musikalische Leiter und führende Komponist bei Bay Area Sound, einer Tonproduktions-Gesellschaft für Videospiele.

## Leben
Emerson-Johnson begann seine Karriere als Assistent des Komponisten Clint Bajakian für das Spiel Indiana Jones und die Legende der Kaisergruft von LucasArts. Außerdem arbeitete er als Sound Designer für Projekte wie 007: Alles oder Nichts, Der Herr der Ringe: Die Rückkehr des Königs und Psychonauts. Seit 2005 ist er auch für Telltale Games tätig und komponierte bisher die Musik zu Bone, Sam & Max, Strong Bad's Cool Game for Attractive People, Wallace & Gromit’s Grand Adventures, Poker Night at the Inventory, Back to the Future: The Game, Jurassic Park: The Game, The Walking Dead (Computerspiel) und The Wolf Among Us.
In allen drei Staffeln von Sam & Max spielt er die C.O.P.S., eine Gruppe von veralteten Computern und in Tales of Monkey Island spielt er den Dieb Marquis DeSinge.
2004 gewann Emerson-Johnson den „Rookie of the Year“ Award von Game Audio Network Guild. Sein Werk für Bone: The Great Cow Race brachte ihn 2007 ins Finale des Independent Games Festivals. Außerdem erreichte 2008 sein Werk für Sam & Max: Season Two das Finale der IGN PC Awards. Im Jahr 2009 erhielt er einen AdventureGamers.com Aggie Award für das beste Sound Design in dem Spiel Tales of Monkey Island.

## Diskografie

### Videospiele
- 2004: The Bard's Tale
- 2005: Bone: Out from Boneville
- 2005: America's Army: Rise of a Soldier
- 2006: Bone: The Great Cow Race
- 2006–2007: Sam & Max: Season One
- 2007: Alien Syndrome
- 2007–2008: Sam & Max: Season Two
- 2008: Strong Bad’s Cool Game for Attractive People
- 2009: Wallace & Gromit’s Grand Adventures
- 2010: Sam & Max: Im Theater des Teufels
- 2010: Nelson Tethers: Puzzle Agent
- 2010: Poker Night at the Inventory
- 2010–2011: Back to the Future: The Game
- 2011: Puzzle Agent 2
- 2011: Jurassic Park: The Game
- 2012: Double Fine Happy Action Theater
- 2012: The Walking Dead (Computerspiel)
- 2013: Poker Night 2
- 2013: The Wolf Among Us
- 2013: The Walking Dead: Season Two
- 2014: Tales from the Borderlands
- 2014: Game of Thrones (Computerspiel, 2014)
- 2020: I Expect you to die: the spy and the liar

### Weitere
- 2008: Mr. Lux At Your Service
- 2008: YouTube Presents: The Birds and the Biz

## Auszeichnungen
BAFTA Games Awards
- 2013: The Walking Dead (nominiert)

Golden Joystick Awards
- 2014: The Wolf Among Us (nominiert)

Adventure Gamers Aggie Awards
- 2008: Sam & Max: Season Two
- 2009: Wallace & Gromit’s Grand Adventures (nominiert)
- 2010: Sam & Max: Im Theater des Teufels
- 2011: Back to the Future: The Game
- 2012: The Walking Dead (nominiert)

Game Audio Network Guild Awards
- 2004: N/A (gewonnen)
- 2004: LeapFrog Leapster: SpongeBob SquarePants
- 2012: Star Wars: The Old Republic
- 2013: The Walking Dead